# Сапалері
Се́рро-Сапале́рі (ісп. Cerro Zapaleri) — гора в Андах, відома через своє розташування на кордоні Аргентини, Болівії і Чилі. Болівійська частина гори знаходиться на території Національного резерву Едуардо Авароа, чилійська — неподалік від сектору Салар-де-Талар Національного резерву Лос-Фламенкос, аргентинська — у складі Природного заказника Вілама.